# Аленка Братушек
Аленка Братушек (на словенски: Alenka Bratušek) е словенска политичка.
Тя е министър-председател на Словения (2013 – 2014), заместник министър-председател и министър на инфраструктурата (2018 – 2020).

## Биография
Братушек е родена в Целе. Учи във Факултета по природни науки и технологии в Люблянския университет и получава магистърска степен по мениджмънт.
Преди началото на политическата си кариера 6 години служи като директор на Дирекцията за държавен бюджет в Министерството на финансите.
През март 2013 г. Братушек получава анонимна критика заради липсата на цитат на източник в страница от дипломната ѝ работа. Тя се състои от 88 страници и включва 34 посочени източника, но местни разследващи журналисти намират само 11 използвани.
Служи като министър-председател на Словения от март 2013 до май 2014 г., ставайки първата жена на тази длъжност в историята на страната. Братушек подава оставката си като министър-председател на 5 май 2014 г.